# آن ديفيز (ممثلة)
آن ديفيز (بالإنجليزية: Ann Davies)‏ هي ممثلة بريطانية، ولدت في 25 نوفمبر 1934 في لندن في المملكة المتحدة.

## وصلات خارجية
- آن ديفيز على موقع IMDb (الإنجليزية)
- آن ديفيز على موقع قاعدة بيانات الفيلم (الإنجليزية)